# Julisk-Claudiske dynasti
Det julisk-claudiske dynasti (også kaldet Det julioclaudiske dynasti) omfatter de første fem romerske kejsere: Augustus, Tiberius, Caligula, Claudius og Nero. Også forgængeren Julius Cæsar, der fungerede som diktator 46-44 f.Kr. kan nævnes som en del af dette dynasti.
Disse fem kejsere regerede Romerriget, fra dets dannelse (under Augustus, i 27 f.Kr.) indtil den sidste, kejser Nero, begik selvmord (i 68 e.Kr.). Efter Neros selvmord i 68 fulgte firekejseråret, og efter et års tronstrid kom det flaviske dynasti med Kejser Vespasian til magten.
Navnet julisk-claudisk er et historiografisk udtryk, og er afledt af de to familier, der udgjorde det kejserlige dynasti: Julii Caesares og Claudii Nerones.

## Romerske navnesystem
Julius og Claudius var to romerske familienavne, i klassisk latin blev de skrevet som andet navn. Romerske familienavne gik i arv fra far til søn, men en romersk aristokrat kunne – enten i løbet af sit liv eller i sit testamente – adoptere en arving, hvis han manglede en naturlig søn. I overensstemmelse med romerske navnekonventioner ville den adopterede søn erstatte sit oprindelige efternavn med navnet på sin adopterede familie. Et berømt eksempel på denne tradition er Julius Cæsars adoption af sin grandnevø, Gaius Octavius.
Den førstefødtes ret kom aldrig til at spille en rolle i Det julisk-claudiske dynastis historie. Augustus, Caligula og Nero formåede ikke at få biologiske og legitime sønner. Tiberius' egen søn, Drusus, døde før ham. Kun Claudius blev overlevet af sin søn, Britannicus, dog valgte han valgte at gøre sin adopterede søn Nero til sin efterfølger på tronen. Adoption blev i sidste ende et værktøj, som de fleste julisk-claudiske kejsere brugte for at ophøje deres udvalgte arving til tronen. Augustus, som selv var en adopteret søn af sin grandonkel, den romerske diktator Julius Cæsar, adopterede sin stedsøn Tiberius som sin søn og arving. Tiberius blev til gengæld forpligtet til at adoptere sin nevø Germanicus, far til Caligula og bror til Claudius. Caligula adopterede sin fætter Tiberius Gemellus (barnebarn af kejser Tiberius) kort før han henrettede ham. Claudius adopterede sin grandnevø og stedsøn Nero, som, uden at få egen ægte eller adopteret søn, afsluttede det julisk-claudiske dynastis regeringstid med sit fald fra magten og efterfølgende selvmord.

## Kejsernes navne
Augustus (Imperator Caesar Divi Filius Augustus), som Cæsars adopterede søn og arving, fralagde hans sig sin rigtige fars familienavn (Octavia) og omdøbte i første omgang sig selv til "Gaius Julius Cæsar" efter sin adoptivfar. Det var også kutyme for den adopterede søn at anerkende sin oprindelige familie ved at tilføje et ekstra navn i slutningen af sit nye navn. Som sådan ville Augustus' nye navn have været "Gaius Julius Cæsar Octavianus". Der er dog ingen beviser for, at han nogensinde har brugt navnet Octavianus.
Tiberius (Tiberius Caesar Divi Augusti Filius Augustus), af fødsel medlem af Claudia-familien, blev Augustus' stedsøn efter sidstnævntes ægteskab med Livia, som blev skilt fra Tiberius' rigtige far i samme forbindelse. Tiberius' forbindelse til den juliske side af den kejserlige familie blev tættere, da han blev gift med Augustus' eneste datter, Julia den Ældre. Han efterfulgte Augustus som kejser i år 14 e.Kr. efter at være blevet sin stedfars adoptivsøn og arving.
Caligula (Gaius Julius Caesar Augustus Germanicus) blev født ind i de juliske og claudiske grene af den kejserlige familie, og det gjorde ham derved til den første egentlige "julisk-claudiske" kejser. Hans far, Germanicus, var søn af Nero Claudius Drusus og Antonia den Yngre, henholdsvis søn af Livia og datter af Octavia den Yngre. Germanicus var også oldebarn til Augustus på sin mors side og nevø af Tiberius på sin fars side. Hans hustru, Agrippina den Ældre, var et barnebarn af Augustus. Gennem Agrippina var Germanicus' børn, inklusive Caligula, Augustus' oldebørn. Da Augustus adopterede Tiberius, blev sidstnævnte forpligtet til også at adoptere sin brors ældste søn, hvilket gjorde det muligt for Germanicus' side af den kejserlige familie at arve Julius-slægtsnavnet.
Claudius (Tiberius Claudius Caesar Augustus Germanicus), Germanicus' yngre bror, var en Claudia på sin fars, Nero Claudius Drusus, side, lillebror til Tiberius. Han var dog også i familie med den juliske gren af den kejserlige familie gennem sin mor, Antonia den Yngre. Som en søn af Antonia var Claudius til Augustus' oldebarn. Desuden var han også Augustus' stedbarnebarn, da hans far var stedsøn af Augustus. I modsætning til Tiberius og Germanicus, som begge blev født som en Claudia og blev adopterede som en Julia, blev Claudius ikke adopteret ind i den juliske familie. Da han blev kejser, tilføjede han imidlertid det juliansk-tilknyttede cognomen Cæsar til sit fulde navn.
Nero (Nero Claudius Caesar Augustus Germanicus) var et tipoldebarn af Augustus og Livia gennem sin mor, Agrippina den Yngre. Den yngre Agrippina var en datter af Germanicus og Agrippina den Ældre, samt Caligulas søster. Gennem sin mor var Nero beslægtet med de juliske og Claudiske grene af den kejserlige familie. Imidlertid blev han født ind i Domitii Ahenobarbi-familien på sin fars side. Nero blev en Claudia af navn, efter at Agrippina indgik ægteskab med sin onkel, Claudius, som senere adopterede hendes søn som sin egen. Han efterfulgte Claudius i 54 e.Kr., og blev den sidste direkte efterkommer af Augustus til at regere Romerriget. Inden for et år efter Neros selvmord i 68 e.Kr., blev det julisk-claudiske dynasti efter en kort borgerkrig om den ledige kejserlige trone efterfulgt af de flaviske kejsere .

## Dynastiets fortsættelse efter Neros død
Augustus slægt fortsatte ind i Det Nerva-Antoninske-dynastis æra, dvs. gennem det efterfølgende Flaviske dynasti. Augustus' blodlinje overlevede hans dynasti gennem efterkommerne af hans første barnebarn, Julia den Yngre, som giftede sig med Lucius Aemilius Paullus og fødte Aemilia Lepida. Efter at have giftet sig med Marcus Junius Silanus Torquatus, fødte Aemilia flere børn, herunder Junia Calvina og Junia Lepida . Selvom Calvina døde barnløs, var hun gift med Lucius Vitellius, hvis ældre bror, Vitellius, kortvarigt var kejser. Hendes yngre søster, Junia Lepida, giftede sig med Gaius Cassius Longinus og fødte en datter med navnet Cassia Longina. Den romerske general Gnaeus Domitius Corbulo ægtede Cassia, som gav ham to døtre, herunder Domitia Longina, senere hustru til kejser Domitian.  Med sin første ægtemand, Lucius Aelius Lamia Plautius Aelianus, kan Domitia Longina have været mor eller mormor til Lucius Fundanius Lamia Aelianus. Fundanius giftede sig med Rupilia, søster til Rupilia Faustina (Marcus Aurelius' farmor), og fik en søn, Lucius Plautius Lamia Silvanus, konsul i 145 e.Kr., samt en datter, Fundania, gift med Marcus Annius Libo, konsul i 128 e.Kr. Fundanias afkom omfattede Marcus Annius Libo, konsul i 161 e.Kr., og Annia Fundania Faustina (d. 192 e.Kr.), hustru til Titus Pomponius Proculus Vitrasius Pollio.  Faustina og begge hendes børn, Titus Fundanius Vitrasius Pollio (d. 182 e.Kr.) og Vitrasia Faustina, blev alle henrettet af på Commodus' ordre, anklaget for sammensværgelse.
Foruden Cassia Longina fødte Junia Lepida en søn kaldet Cassius Lepidus. Omkring år 80 fik Lepidus en datter ved navn Cassia Lepida, som blev gift med Gaius Julius Alexander Berenicianus, en efterkommer af Herodes den Store, Ptolemæus 6. Filometor og Antiochus 8. Gryphus. Julia Cassia Alexandria, Lepidas datter med Berenicianus, ægtede Gaius Avidius Heliodorus og fødte Gaius Avidius Cassius. Avidius Cassius fik tre børn med sin hustru (kaldet enten Volusia Vettia eller Volusia Maeciana); de var Avidius Heliodorus, Avidius Maecianus og Avidia Alexandra. I 175 e.Kr. blev Cassius udråbt til kejser, efter at han modtog fejlagtige nyheder om Marcus Aurelius' død, hvis overlevelse gjorde Cassius til en usurpator. Cassius' oprør endte efter tre måneder, da en af hans centurioner myrdede ham til fordel for Marcus Aurelius. Det vides, at Cassius' datter, Avidia, havde fire børn med sin mand, Titius Claudius Dryantianus Antonius: senatoren Claudius Cassius Aggripinus, Claudia Maeciana Alexandra, Claudia Vettia Agrippina og Claudia Dryantilla Platonis, en af de kvinder, der deltog i De sekulære lege i år 204.
Tiberius' slægt kan have overlevet ind i det 2. århundrede gennem efterkommere af hans barnebarn Julia Livia, hustru til Gaius Rubellius Blandus. Udover en søn, Rubellius Plautus, henrettet af Nero i 62 e.Kr., havde Julia en datter eller steddatter, Rubellia Bassa, som giftede sig med en morbror til den senere romerske kejser Nerva ved navn Gaius Octavius Laenas. Sammen fik Laenas og Bassa mindst et barn, en formodet søn, som var bedstefar til Sergius Octavius Laenas Pontianus, konsul i 131 e.Kr.

## Dynastisk slægtslinje
1. Augustus (27 f.Kr. – 14 e.Kr.)
2. Tiberius (14–37)
3. Caligula (37–41)
4. Claudius (41–54)
5. Nero (54–68)